# Картавщина
Картавщина — деревня в Велижском районе Смоленской области России. Входит в состав Заозерского сельского поселения. Население — 12 жителей (2007). 
Расположена в северо-западной части области в 23 км к востоку от Велижа, в 23 км северо-восточнее автодороги Р133 Смоленск — Невель, на берегу реки Сертейка. В 95 км южнее деревни расположена железнодорожная станция Куприно на линии Смоленск — Витебск. 

## История
В годы Великой Отечественной войны деревня была оккупирована гитлеровскими войсками в июле 1941 года, освобождена в сентябре 1943 года. 